# Thumbshot
Thumbshot là hình chụp màn hình của những tài liệu trực tuyến như các trang web trong kích cỡ thumbnail. Thumbshot giúp người sử dụng hình dung trang web và xem trước các liên kết trước khi nháy chuột vào đó. Kích thước của một hình thumbshot (thường có chiều rộng nhỏ hơn 120 pixel đối với 90 pixel chiều cao) nói chung nhỏ hơn nhiều so với tài liệu trực tuyến thật, điều này cho phép người dùng tải xuống và xem mẫu thử của các trang web ấy một cách nhanh chóng. Thumbshot có thể được tạo ra tự động bằng một phần mềm nhất định hoặc được chụp hình hình một cách thủ công qua việc sử dụng các chương trình đồ họa phổ biến.